# Einjährige Pflanze
In der Botanik sind einjährige bzw. (sommer)annuelle Pflanzen (lat. annus ‚Jahr‘) krautige Pflanzen, die von der Keimung des Samens über die Ausbildung der gesamten Pflanze, Bildung der Blüte und Befruchtung bis zur Fruchtreife des neuen Samens nur eine Vegetationsperiode benötigen und nach der Reife des Samens in derselben Vegetationsperiode absterben (vertrocknen oder verfaulen), wobei diese Vegetationsperiode sowohl durch einsetzenden Frost als auch Trockenheit begrenzt sein kann.

## Gärtnerische Definition
Als Einjährige Pflanze bezeichnet man, aus gärtnerischer Sicht und im engeren Sinne, kurzlebige Pflanzen, die nur einen Sommer lang blühen und nach der Samenbildung absterben. Damit unterscheiden sie sich deutlich von den zweijährigen und den mehrjährigen Pflanzen. Typische Einjährige sind beispielsweise:
- Kapuzinerkresse
- Ringelblume
- Jungfer im Grünen
- Hanf
- Mais (Kukuruz)

Ebenfalls als Einjährige bzw. gärtnerisch korrekter als Einjährige gezogene bezeichnet man Pflanzen, die in ihrem Heimatland mehrjährig sind, in den gemäßigten Breiten jedoch aufgrund des Klimas (Frost) den Winter nicht überdauern. Dazu gehören beispielsweise die Kulturformen der Tagetes.
Einjährig oder (sommer)annuell beschreibt dabei ganz allgemein das Blühverhalten von Pflanzen, die noch in der gleichen Kulturperiode zur Blüte kommen (Beispiele: Salat, alle Sommerblumen). Das bedeutet bei Aussaat oder Pflanzung im Frühjahr in der Regel Blüte und Samenreife im Sommer und Herbst. Mit der Samenreife erschöpft sich die Pflanze und stirbt. Als Annuellenflur wird dementsprechend ein Bestand aus (überwiegend) einjährigen Pflanzen bezeichnet.

## Abgrenzung gegenüber Zwei- und Mehrjährigen
Zweijährige oder winterannuelle Pflanzen dagegen brauchen, um zur Blüte zu kommen, einen zwischenzeitlichen Kältereiz. Sie blühen daher in der Regel erst im darauffolgenden Frühjahr und der Samen reift wiederum im Sommer. Beispiele hierfür sind zahlreiche Gemüse wie Porree oder Kohl; auch diese Pflanzen sterben mit der Samenreife.
Bei den „mehrjährigen“ Pflanzen schließlich muss unterschieden werden, ob dieser Begriff im streng botanischen oder gärtnerischen Sinn gebraucht wird: Mehrjährige Pflanzen im botanischen Sinn nämlich sterben nach mehrjährigem, mitunter jahrzehntelangem Wachstum, abgeschlossen durch eine einmalige Blütenbildung und Samenreife, ebenso wie die Ein- und Zweijährigen komplett ab, mehrjährige Pflanzen im gärtnerischen Sinne dagegen nicht notwendigerweise: Auch sie brauchen zwar einen Kältereiz zur Blütenbildung, bleiben jedoch nach Blüte und Samenreife ggf. am Leben (wofür in der Botanik dann der Begriff „ausdauernd“ benutzt wird).
Charakteristisch für mehrjährige Pflanzen ist des Weiteren, dass bei ihnen noch einmal zwischen verholzenden Mehrjährigen sowie (nicht verholzenden) krautigen Mehrjährigen unterschieden wird, während Einjährige und Zweijährige niemals verholzen.

## Unterschiede im Aufbau ein- und mehrjähriger Pflanzen
Aufbau und Lebensdauer der Pflanzen sind u. a. Anpassungen an das jahreszeitlich wechselnde Klima (Temperatur, Verfügbarkeit von Wasser).
So überdauern einjährige Pflanzen (Annuelle) die vegetationslose Zeit, namentlich die „physiologischen Trockenperioden“ des winterlichen Frosts (Überwinterung) sowie der sommerlichen Dürre in Steppen und Wüstengebieten („Übersommerung“), als ruhender Embryo geschützt im Samen. Einjährige Pflanzen sind dementsprechend Therophyten, für die es charakteristisch ist, dass sie weder verholzen noch Überdauerungsorgane wie zum Beispiel Rhizome, Knollen oder Zwiebeln bilden, d. h. der Pflanzenkörper zum Ende der Vegetationsperiode komplett abstirbt.
Zweijährige, mehrjährige sowie ausdauernde Pflanzen dagegen haben Überdauerungsorgane, die den feindlichen Umwelteinflüssen (Frost, Dürre) widerstehen können und bei denen der Pflanzenkörper damit, zumindest teilweise, erhalten bleibt. Ihrem Aufbau nach lassen sich diese Pflanzen noch einmal wie folgt unterscheiden:
- Gehölze, also alle Bäume und Sträucher, besitzen eine Schicht aus abgestorbenem Gewebe (Rinde), die das darunter liegende, sich erneuernde Gewebe (Kambium) schützt; ihre Erneuerungsknospen liegen wenigstens über 50 cm über dem Boden.

- An schneereiche Winter angepasst, haben Halb- und Zwergsträucher ihre Erneuerungsknospen im Bereich 10 – 50 cm über dem Boden, wo sie im Winter durch die isolierende Schneeschicht geschützt sind. Viele Hochgebirgspflanzen benutzen diese Überwinterungstechnik, z. B. die Silberwurz (Dryas) oder Schneeheide (Erica). Oft bilden sich stark verzweigte, holzige dichte Pflanzenkörper mit außen liegenden grünen Pflanzenteilen (Rosettenpflanzen).

- Oberflächenpflanzen (Hemikryptophyten) haben ihre Erneuerungsknospen direkt an der Erdoberfläche und sind durch den direkten Bodenkontakt geschützt. Sie bilden oft dichte Horste, um die Knospen zu schützen. Typische Beispiele sind die Wintergetreide, ausdauernde Gräser oder Stauden mit oberirdischen Ausläufern (z. B. Walderdbeeren). Die oberirdischen Pflanzenteile sterben ab und schützen so die Knospen. 
 Hierzu zählen auch die zweijährigen Pflanzen, die im ersten Jahr den Pflanzenkörper mit Speicherstoffen bilden. Sie haben daher oft verdickte Wurzeln oder Sprosse (z. B. Küchenzwiebel, Karotten, Löwenzahn).

- Erdsprossende Pflanzen (Kryptophyten, Geophyten) tragen ihre Knospen unter der Erde verborgen und somit gut geschützt. Typische Beispiele sind die Zwiebel- und Knollengewächse (Tulpe, Krokus usw.), aber auch jene Stauden, die ihre Überwinterungsknospen an unterirdischen Wurzelausläufern tragen.

## Zusammenfassung
| Sammelbegriff                                                                                                   | Botanisch                          | Gärtnerisch | Charakteristika | Charakteristika                                                             |
| Semelpar (einmal gebärend) In der Botanik auch: Hapaxanth (einmal blühend) Monokarp (einmal fruchtend)          | (sommer)annuell (einjährig)        | einjährig   | nur eine zusammenhängende Vegetationsperiode bis zur Blüte und Samenbildung, danach Absterben | krautig                                                                     |
| Semelpar (einmal gebärend) In der Botanik auch: Hapaxanth (einmal blühend) Monokarp (einmal fruchtend)          | bienn / winterannuell (zweijährig) | zweijährig  | zwei durch eine Kälte- oder Trockenperiode getrennte Vegetationsperioden bis zur Blüte und Samenbildung, danach Absterben | krautig                                                                     |
| Semelpar (einmal gebärend) In der Botanik auch: Hapaxanth (einmal blühend) Monokarp (einmal fruchtend)          | plurienn (mehrjährig)              | mehrjährig  | mehr als zwei durch Kälte- oder Trockenperioden getrennte Vegetationsperioden bis zur Blüte und Samenbildung, danach Absterben | krautig (Stauden) oder verholzend (Halbsträucher, Sträucher, Bäume, Lianen) |
| Iteropar (wiederholt gebärend) In der Botanik auch: Pollakanth (mehrmals blühend) Polykarp (vielfach fruchtend) | perenn (ausdauernd)                | mehrjährig  | mehrfache Blüte und Samenbildung ohne anschließendes Absterben Sonderfall „einjährig gezogene Pflanzen“: mehrjährig oder ausdauernd, aber nicht winterhart, daher im gemäßigten Klima de facto nur eine Vegetationsperiode überlebend | krautig (Stauden) oder verholzend (Halbsträucher, Sträucher, Bäume, Lianen) |